# 马雷克·伊拉斯
马雷克·伊拉斯（捷克語：Marek Jiras，1976年8月18日—），捷克男子皮划艇运动员。他曾代表捷克参加2000年和2004年夏季奥林匹克运动会皮划艇比赛，其中2000年奥运会获得一枚铜牌。